# Divorce
Ne doit pas être confondu avec Annulation de mariage.
Pour les articles homonymes, voir Divorce (homonymie).
Le divorce est la rupture officielle d'un mariage civil ou religieux liant précédemment deux personnes ou plusieurs en cas de polygamie. En droit, il se distingue de la séparation de fait, sans conséquence juridique, et de la séparation de corps, qui est reconnue juridiquement, mais qui laisse subsister le mariage. Cette décision se différencie de l'annulation de mariage, qui vise à effacer rétroactivement tous les effets du mariage.

## Histoire

### Dans l'Antiquité
En Grèce antique, le divorce existe sous des formes diverses suivant les cités. À Athènes, il peut être obtenu par consentement mutuel ou sur l'initiative de l'un des conjoints. Quand il est demandé par le mari, il prend la forme d'une répudiation : il suffit au mari de renvoyer sa femme du domicile conjugal, sans qu'il lui soit besoin de se justifier. En pratique, la dot constitue un frein puissant : lorsque le mariage est dissous, la femme récupère sa dot — sauf en cas d'adultère — avec un intérêt de 18 %. De son côté, celle-ci a le droit de demander le divorce elle-même, mais le plus souvent la requête se fait par l'intermédiaire de son tuteur légal (père, frère ou tout autre parent masculin) : la demande, dûment motivée, est alors déposée auprès de l'archonte qui l'examine et choisit de lui donner suite ou non. Les mauvais traitements constituent un motif valable de séparation, mais non l'infidélité du mari. Il semble qu'il ait été assez mal vu pour une femme de demander le divorce : Euripide fait ainsi dire à sa Médée : « le divorce ternit la réputation d'une femme, et elle ne peut pas, elle, répudier son conjoint ». Le mariage ayant pour but de perpétuer la lignée masculine, les enfants restent sous la garde de leur père après le divorce. À l'époque hellénistique, le divorce est davantage formalisé : des documents légaux prennent acte du divorce et en déterminent les conséquences. La disposition la plus importante concerne la dot, restituée à l'ex-épouse. Celle-ci n'a cependant jamais droit à une quelconque part des biens du ménage.
Chez les Romains, le divorce a été pratiqué. Au début, le droit de divorcer était réservé aux hommes, mais très rapidement les femmes obtiennent ce droit. Le mariage qui était dans un premier temps un rituel religieux et social se désacralise comme le reste de la société romaine. Il était codifié dans le droit. À la fin de l'Empire, le divorce devient à peine formel, car pour des raisons de simplification, le mariage est assimilé à un contrat. Les célibataires restant cependant défavorisés par la loi (impôt…).

### Au Moyen Âge et sous l'Ancien Régime, en Europe
Au début du Moyen Âge, le mariage n'est pas consacré et les contrats écrits tombent en désuétude. Le mariage ne permet que de sceller des alliances. Il est donc considéré comme normal de pouvoir rompre le mariage.
Certaines lois barbares prévoient ainsi :
- la répudiation de la femme par le mari, avec de nombreux cas possibles ;
- la répudiation du mari par la femme, plus restrictive ;
- le divorce par consentement mutuel.

L'Église catholique romaine n'est guère favorable au divorce et considère le mariage comme indissoluble. Cependant, les règles en la matière apparaissent surtout dans des décisions des conciles particuliers, qui n'abordent souvent que des cas particuliers et apportent des réponses contradictoires.
Parmi les cas emblématiques du haut Moyen Âge, on compte ainsi l'échec du divorce de Lothaire II et de Teutberge, son remariage avec sa concubine Waldrade étant refusé par le pape Nicolas Ier. Cette affaire est utilisée par Hincmar de Reims comme support à l'exposé de la position de l'Église sur l'indissolubilité du mariage.
Pendant longtemps, deux doctrines s'opposent :
- l'une tend à considérer que le mariage ne peut être rompu dans aucun cas, position s'appuyant en particulier sur saint Augustin ;
- l'autre réserve le divorce au cas d'adultère de la part de l'épouse. Elle se fonde sur deux phrases de l'Évangile selon Matthieu, notamment celle-ci : « Tout homme qui répudie sa femme, hormis le cas de prostitution, l'expose à l'adultère » (Mt, V, 32)[8].

C'est la thèse de l'indissolubilité absolue qui l'emporte par la suite, devenant même la seule défendue au XIIe siècle.
L'Église tend à renforcer le caractère sacré du mariage, ainsi que son corollaire, l'indissolubilité. Cette position est fondée sur le fait que le mariage entre un homme et une femme est à l'image de l'alliance conclue entre Dieu et son peuple, son Église. Il est donc fondé sur la fidélité réciproque des époux pour une alliance qui dure jusqu'à la mort de l'un des deux.
Ainsi, en 805, elle rend obligatoire le passage devant un prêtre. Cependant, quelques années plus tard, la présence de seuls témoins laïcs est acceptée. En 1215, lors du IVe concile du Latran, le mariage devient un sacrement. L'indissolubilité fait l'objet de textes pontificaux repris dans les Décrétales de Grégoire IX.
À partir de cette époque, l'indissolubilité du mariage est considérée comme absolue jusqu'à la mort des époux. L'Église admet seulement la séparation de corps (parfois appelée divortium), qui interdit un nouveau mariage.
En 1563, l'Église catholique confirme le statut de sacrement du mariage, pour contrer les Églises protestantes qui autorisent le divorce. En France, le pouvoir royal et les tribunaux confirment cette position.
Néanmoins, sous l'Ancien Régime, la justice prononçait très régulièrement des séparations de corps et de biens, sans pour autant que le divorce soit autorisé. Les « Séparations » étaient prononcées aux causes de « négligence, inconduite, débauche, mauvais traitements ».
À la fin de l'Ancien Régime, des philosophes comme Voltaire, notamment dans son Dictionnaire philosophique, ou encore Montesquieu, sont favorables au divorce.

### En Asie
Au Siam (actuelle Thaïlande), à l'époque du Royaume d'Ayutthaya (1350-1767), le divorce était relativement aisé. Le mari rendait sa dot à sa femme et les enfants étaient partagés : ceux de rang impair (le 1er né, le 3e, le 5e, etc.) restaient avec leur mère, ceux de rang pair (le 2e, le 4e, etc.) avec leur père. Les divorcés pouvaient se remarier immédiatement. La Thaïlande adopte un code civil d'inspiration européenne vers 1925. Ce code mentionne que les époux peuvent en outre, divorcer par consentement mutuel. De plus, un ou une épouse peut demander le divorce devant les tribunaux, si cette partie à un motif comme l'un mentionné à l'article 1516 du Code Civil et Commercial de la Thaïlande. En 2024, la Cour Suprême de Thaïlande a décidé de modifier l'article 1523 du Code Civil et Commercial de la Thaïlande car il n'était pas égalitaire envers les deux sexes.

### Époque contemporaine

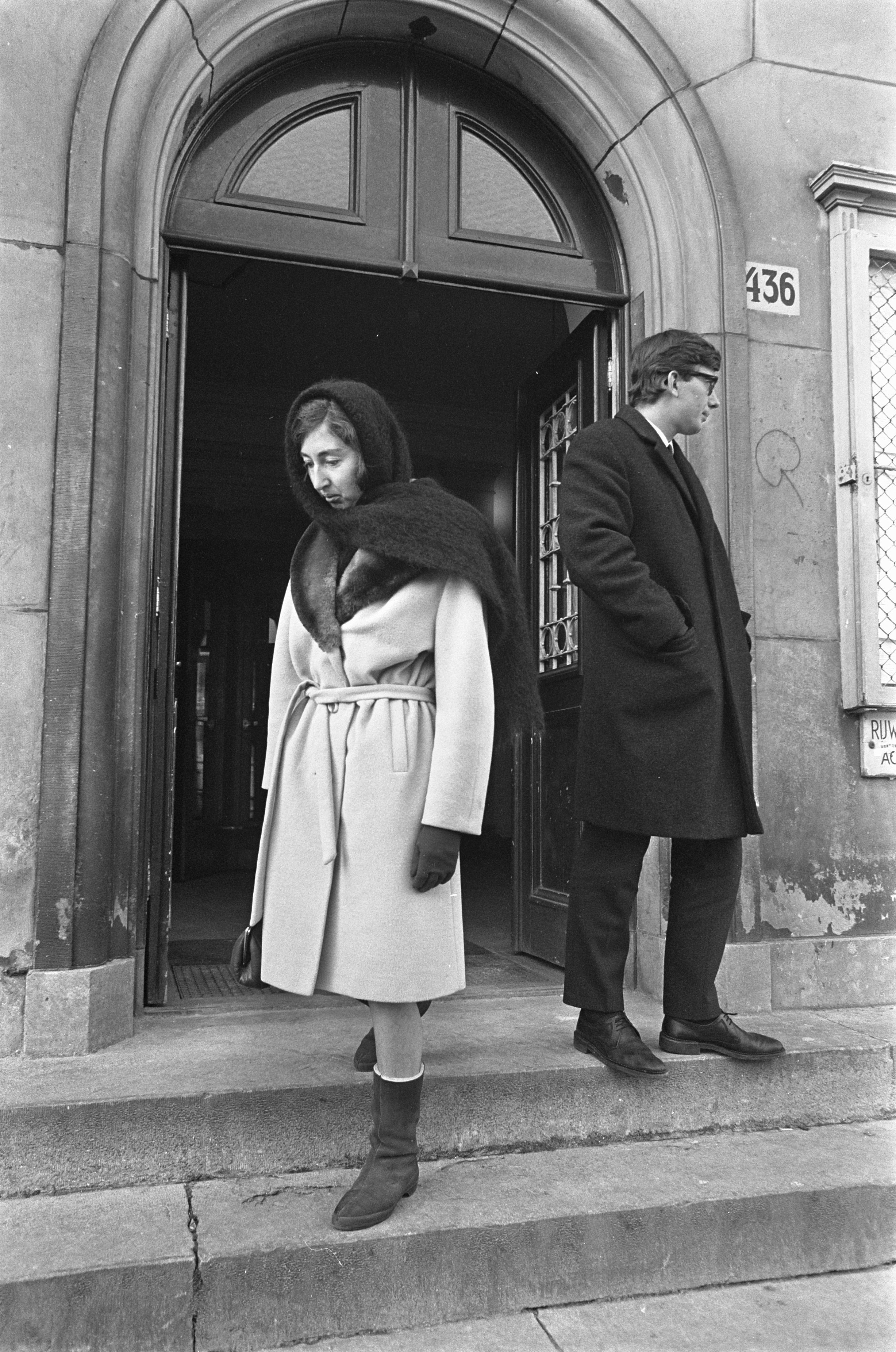
Aux Pays-Bas, un couple divorcé quittant le palais de justice (12 février 1968).

#### Interdiction du divorce
Les Philippines et le Vatican sont aujourd'hui les deux seuls États au monde dont les législations interdisent le divorce,, après que le Chili en 2004 et Malte en 2011, l'ont autorisé. Ainsi, un référendum, organisé le 28 mai 2011 à Malte sur la légalisation du divorce pour les couples mariés séparés depuis 4 ans et plus quand le bien-être des enfants est assuré, a donné 53 % de « Oui ».
Plusieurs tentatives législatives ont été rejetées aux Philippines pour légaliser le divorce, notamment à Manille, mais l'état actuel de l'évolution des mœurs laisse penser que sa légalisation n'est qu'une question de temps.

#### En Suisse
En Suisse, environ 51,4 % des couples divorcent, et environ 90 % par un divorce à l'amiable. La particularité de la législation Suisse est, d'une part, qu'elle ne reconnaît pas le divorce par faute et, d'autre part, qu'elle autorise le divorce sans que la procédure ait été suivie par un avocat. Les époux peuvent divorcer sans être représenté .

#### En France
Une loi autorisant le divorce est promulguée en 1792 pendant la Révolution et abrogée en 1816 sous la Restauration. Il est rétabli en juillet 1884.
Une loi du régime de Vichy du 2 avril 1941 restreint les possibilités du divorce (il ne peut avoir lieu dans les trois ans suivant le mariage). Elle est abrogée à la Libération par l'ordonnance du 12 avril 1945.
Après la Première Guerre mondiale, le nombre de divorces en France croît. Il se stabilise à 30 000 par an dans les années 1930 avant d'augmenter à nouveau après la Seconde Guerre mondiale, jusqu'en 1946, où on en compte 76 658 (nouveauté, ce sont davantage d'hommes qui demandent le divorce et on compte en 1946, 60 % de plus de demandes motivées par l'adultère féminin que masculin). Il décroît ensuite jusqu'en 1955, pour retrouver le chiffre de 30 000 par an.
Le délai de viduité (période pendant laquelle une femme ayant divorcé ou devenue veuve ne peut pas se remarier) a été abrogé en 2004.

## Divorce et religion
Le mariage ayant une dimension sacrée dans la plupart des religions, la rupture de ce lien (le divorce) est une question dont les religions se préoccupent fortement.
Par ailleurs, dans la plupart des religions, la non-consommation du mariage est une cause d'annulation du mariage[réf. nécessaire]. La consommation se définit comme le rapport sexuel entre les époux avec l'intention de procréer[réf. nécessaire].

### Judaïsme
Le judaïsme admet la séparation à condition que les deux époux y aient consenti. Le principe est donc le divorce par consentement mutuel. Cette séparation prend la forme d'une procédure de « libération » émanant du mari, souvent perçue à tort comme une répudiation, par la remise du guett.

### Christianisme
L'Église catholique considère le mariage religieux comme un sacrement que les époux se confèrent mutuellement (et non le prêtre). Il repose sur quatre piliers : les époux s'engagent librement dans le mariage ; ils s'engagent à la fidélité, et à la fécondité ; et ils s'engagent ainsi pour toute leur vie. Le sacrement de mariage est donc indissoluble : le droit canon indique ainsi que le mariage conclu et consommé ne peut être dissous par aucune puissance humaine ni par aucune cause, sauf par la mort. Si le mariage n'est pas consommé, il peut être reconnu comme étant nul par le Pontife Romain pour une juste cause, à la demande des deux parties ou d'une seule, même contre le gré de l'autre. Le droit canon fait mention de la « reconnaissance de nullité du sacrement de mariage » sous certaines conditions (par exemple, le défaut de consentement) ; dans ce cas, l'Église se borne à constater que le sacrement n'était pas valide ab initio ; il est réputé n'avoir jamais été prononcé. C'est alors affirmer qu'il n'a jamais existé. L'Église catholique ne reconnaissant pas le divorce prononcé par les autorités civiles, considère qu'un remariage (par nécessité uniquement civil) équivaut à un adultère permanent, péché grave qui écarte l'homme et la femme de l'accès aux sacrements, et notamment à l'eucharistie (contrairement aux divorcés non remariés).
Dans les Églises orthodoxes, il existe des procédures permettant de divorcer et de se remarier religieusement. Celles-ci considèrent que le droit - l'interdiction du divorce - ne peut l'emporter sur le bien des époux. Au cas où un mariage échoue, l'Église doit pouvoir trouver une solution et constater cet échec. Il revient à l'évêque de constater cette situation et de prononcer le divorce au cas par cas et sans que sa décision soit source, en quelque sorte, d'une jurisprudence.
Les Églises protestantes de théologie libérale considèrent que, tous les chrétiens ayant le droit au pardon de Dieu, il est a fortiori normal que l'Église accorde le pardon aux divorcés ; ces protestants acceptent donc de bénir une nouvelle union. De plus, le protestantisme libéral note que le mariage n'est pas un sacrement (ce qui est le cas dans les Églises catholiques et orthodoxes) mais une bénédiction. Par là même, une bénédiction n'a pas une force en soi et la notion d'indissolubilité n'est pas présente de la même manière qu'elle l'est pour un sacrement. Les protestants plus conservateurs sont beaucoup plus réticents face à un remariage lorsque le divorce n'a été motivé ni par l'adultère du premier conjoint (privilège matthéen), ni par le départ d'un ex-conjoint non-croyant (privilège paulin). Pour les conservateurs, le mariage n'est certes pas à définir comme un sacrement, à la manière des catholiques et des orthodoxes, mais il n'en demeure pas moins une institution divine dont l'Église ne peut pas disposer à sa guise.

### Islam
Les hommes comme les femmes ont la possibilité de divorcer dans l'islam. L'islam connaît la répudiation des femmes par les hommes mais aussi, si les conditions requises sont remplies, le divorce demandé par la femme.
Le mariage dans la tradition musulmane n'est pas plus que le divorce vu comme la rupture d'un sacrement, mais le mariage y est vu comme un contrat conclu entre deux personnes consentantes. Le divorce, s'il est une chose possible, ne doit se produire qu'en dernier recours.

#### Droit musulman
Dans les pays de droit musulman, pour qu'un divorce soit permanent, il suffit de répudier sa femme (la jurisprudence musulmane a toutefois entériné la répudiation en une seule fois dans quasiment tous les pays musulmans, bien que cette pratique coutumière soit, à la lettre, contraire à la charia). La tradition accepte qu'un homme qui divorce de sa femme peut la reépouser encore deux fois s'il ne la répudie qu'une fois à chaque fois (son intention seule compte). À la troisième répudiation, il ne peut plus la réépouser sauf si elle se remarie avec un autre (avec qui elle doit consommer le mariage) et qu'elle en divorce.

## Fréquence
La mesure de la propension d'une cohorte à divorcer est appelée la divortialité.
Si les statistiques ne sont pas toujours précises, il est estimé, en France, qu'un mariage sur trois se termine par un divorce, la proportion tendant à se rapprocher d'un sur deux pour les grandes villes.

## Sociologie
Les sciences sociales, dont la sociologie, s'intéressent au phénomène du divorce. Les sociologues tentent de comprendre et d'expliquer les causes sociales du divorce ainsi que de situer ce phénomène dans le temps et dans l'espace qu'il occupe.
Dès le début du XXe siècle, la question est débattue par Émile Durkheim qui déclare qu'« il ne reste plus rien de ce que nous appelons mariage ». Durkheim voit d'un mauvais œil la suppression des « règles et disciplines » garanties par le mariage.

« […] la famille aujourd'hui se réduit, pendant la majeure partie de notre existence, au seul couple conjugal. La société formée par les deux époux constitue, à elle seule, toute la société domestique. Combien il importe, par conséquent, que l'existence de cette société ne dépende pas uniquement de l'arbitraire des particuliers, du caprice des volontés ! Il est, au contraire, essentiel qu'il y ait une règle qui domine les volontés. »

— Émile Durkheim
Les sociologues s'intéressent également à la hausse du taux de divorce dans les sociétés modernes et tentent de comprendre pourquoi ce phénomène a subi une hausse si marquée. Ils cherchent aussi à identifier des facteurs déterminants, afin d'expliquer le phénomène du divorce.
Le démographe Louis Henry observe également en 1952 un certain « accroissement de la fréquence des désunions », qui s'explique selon lui d'abord par la baisse de la mortalité. Il écrit : « le décès d'un des époux rompt par veuvage des unions qui, avec une mortalité plus faible, auraient été rompues par le divorce ou la séparation ». Lorsqu'il ajuste les statistiques dont il dispose pour éliminer l'effet de l'accroissement de l'espérance de vie, il observe néanmoins toujours une augmentation du nombre de divorces, qu'il impute à « la seule évolution des mœurs ».
Pour Gary S. Becker, l'imperfection de l'information (limitée, incomplète et coûteuse) sur le marché matrimonial explique le phénomène du divorce. La décision de mariage est donc prise sur la base de considérations erronées sur l'utilité que les agents pensent en retirer. Ces attentes sont révisées plus tard pendant le mariage, ce qui peut conduire à une rupture de l'engagement matrimonial. La probabilité de divorce s’accroît directement avec la perception par les partenaires matrimoniaux d'un accroissement de leur utilité. Leur fonction d'utilité prend en compte tous les coûts d'opportunité, incluant par exemple le gain (ou la perte) financièr(e), le stigmate associé au divorce.

## Droit
Le droit du divorce régit la dissolution légale d'un mariage par un tribunal ou une autre autorité compétente. Il existe plusieurs types de divorces, chacun répondant à des circonstances spécifiques et impliquant différentes procédures. Voici un aperçu des principaux types de divorces :
- Divorce par consentement mutuel[32]: les deux parties s'accordent sur la dissolution du mariage et sur ses conditions (partage des biens, garde des enfants, pension alimentaire, etc.). Ce type de divorce est généralement le plus rapide et le moins conflictuel.
- Divorce pour faute[33]: l'une des parties accuse l'autre de violations des devoirs du mariage (infidélité, violence, abandon, etc.), nécessitant une preuve devant le tribunal. Ce type de divorce peut être plus long et plus coûteux en raison des litiges impliqués.
- Divorce pour altération définitive du lien conjugal : applicable lorsque les époux vivent séparés depuis un certain temps (la durée varie selon les juridictions). Il ne nécessite pas de prouver la faute de l'un des conjoints.
- Divorce pour rupture de la vie commune : similaire au divorce pour altération définitive du lien conjugal, ce type se base sur la preuve d'une cessation de la communauté de vie entre les époux, sans nécessité de prouver une période de séparation.

Chaque type de divorce a ses propres exigences légales et conséquences. La sélection du type approprié dépend des circonstances particulières du couple et de leurs objectifs dans le processus de divorce.

### Canada
La Loi sur le divorce est la loi fédérale régissant le divorce au Canada.
Le gouvernement fédéral peut légiférer en matière de mariage et de divorce en vertu de l’art. 91 (26) de la Loi constitutionnelle de 1867. Le divorce peut être défini comme étant la « rupture légale du mariage civil prononcée par un jugement, à la demande de l’un des époux ou à celle des deux époux lorsque la demande est conjointe ».
La Loi sur le divorce prévoit une pension alimentaire au profit de l’enfant à l’art. 15.1 L.D. L’enfant issu d’un mariage peut recevoir une pension alimentaire s’il correspond à la définition d’ « enfant à charge » de la loi. Une ordonnance alimentaire pour un époux est prévue à l'art. 15.2 de la loi.

### Suisse
En droit suisse, le divorce est un jugement mettant fin au mariage. Il est réglé par le Code civil suisse.

### Thaïlande
Le divorce en Thaïlande peut être relativement simple ou devenir plus complexe selon la situation de chaque couple. S'il y a un accord mutuel, un divorce administratif peut être rapidement enregistré auprès de l'amphur (bureau de district). En revanche, en cas de désaccord, notamment concernant la garde des enfants ou le partage des biens, un passage devant les tribunaux est nécessaire. Chaque cas est unique, et les démarches peuvent varier selon la province ou l'interprétation locale des règles.

## Conséquences sur les enfants
Pour les enfants, le divorce est en général préférable au maintien d'un mariage conflictuel. Le divorce est même parfois vécu comme un soulagement pour les enfants lorsque la relation des parents est extrêmement conflictuelle.
Plusieurs travaux de recherche montrent que seulement une part relativement modeste d'enfants rencontrent des problèmes psychologiques ou physiologiques sérieux à la suite du divorce de leurs parents. Le divorce affecte la plupart des enfants à court terme, mais les recherches suggèrent que les enfants se rétablissent rapidement après le choc initial. Dans une étude de 2002, la psychologue E. Mavis Hetherington de l’Université de Virginie et sa doctorante, Anne Mitchell Elmore, ont constaté que le divorce a des conséquences négatives à court terme sur les enfants, provocant notamment des sentiments d'anxiété et de colère. Ces réactions ont presque totalement disparu à la fin de la deuxième année suivant le divorce. Seule une minorité d’enfants souffrent plus longtemps.
Les enfants de divorcés réussissent tout aussi bien que les enfants de non-divorcés à long terme. Dans une méta-analyse en 2001, le sociologue Paul R. Amato, alors à l’Université d’État de Pennsylvanie, a examiné les effets possibles sur les enfants plusieurs années après un divorce. Les études ont comparé les enfants de parents mariés à ceux qui ont vécu le divorce à différents âges. Les chercheurs ont suivi ces enfants durant leur enfance et leur adolescence, en évaluant leur niveau scolaire, leurs problèmes émotionnels et comportementaux, leur niveau de délinquance, leur acceptation de soi et leurs relations sociales. En moyenne, les études n’ont relevé que de très petites différences dans toutes ces mesures entre les enfants de parents divorcés et ceux de familles intactes, ce qui laisse à penser que la grande majorité des enfants vivent bien le divorce.
La séparation des parents a bien moins de conséquences négatives à l'âge adulte que la prolongation des situations de mésentente ou de conflit des parents qu'aurait eu à supporter l’enfant (67 % de plus de déclarations de maladies dans les cas de conflit parental sans séparation que dans les cas de séparation sans conflit, pour une liste de 28 maladies chroniques et pour des proportions comparables d'âge et de sexe). Le grave manque affectif ou l’absence des parents supérieure à un an sont associées avec des prises de risque plus fréquentes et avec des dégradations plus probables de la santé (respectivement 49 % et 36 % de plus de maladies chroniques que la moyenne de la population). La maladie grave ou le handicap du père ou de la mère que l'enfant aurait dû supporter durant sa jeunesse correspond aussi avec des aggravations notables des risques d'accidents et de maladie (respectivement 26 % et 23 % davantage de maladies chroniques que la moyenne)[réf. nécessaire].
Les travaux de Jean-Marie Firdion et Maryse Marpsat (2000) montrent que le risque de s'engager dans une trajectoire de marginalisation est fortement accru par le fait d'avoir vécu des graves problèmes familiaux (mésentente ou violence des parents) durant sa jeunesse. Ces résultats sont confirmés également par les travaux de Serge Paugam (2005) en ce qui concerne d'autres trajectoires en rupture, ou encore par les enquêtes de Maryse Esterle-Hedibel (1997) pour les itinéraires des jeunes s'engageant dans des bandes aux comportements violents[réf. nécessaire].
Ces diverses observations sont confirmées dans un rapport de synthèse des travaux français, canadiens et anglo-saxons qu'a effectué Laurent Mucchielli. Ce dernier écrit : « les recherches permettent de conclure que, dans l’analyse du rôle de la famille, les facteurs relationnels sont plus déterminants que les facteurs structurels. En d’autres termes, la dissociation familiale est moins importante que la mésentente conjugale. Ce qui favorise la délinquance des enfants c’est l’existence d’un conflit grave entre les parents, que ces derniers cohabitent ou bien soient séparés. Les recherches indiquent en outre que ce climat familial est en partie dépendant des difficultés socio-économiques de la famille, que les situations familiales les plus « à risque » sont donc celles où se cumulent la mésentente conjugale et la précarité » (Mucchielli, 2000)[réf. nécessaire].

## Pour approfondir